# Campionati mondiali di pattinaggio di velocità a rotelle
I Campionati mondiali di pattinaggio di velocità a rotelle (World Roller Speed Skating Championships, la denominazione ufficiale per la FIRS), vengono disputati dal 1962, ma dall'edizione del 1992 le competizioni si disputano esclusivamente con l'uso dei pattini in linea, pertanto sono noti anche come Campionati mondiali di pattinaggio di velocità in linea.

## Titoli in palio
All'edizione dei Campionati mondiali tenutasi dal 16 al 27 settembre 2009 ad Haining 
in Cina, sono stati assegnati 24 titoli (12 maschili ed altrettanti femminili), nelle seguenti 12 specialità.
Su strada
- Maratona
- 300 m a cronometro
- 500 m sprint
- 1.000 m sprint
- 10.000 m
- 15.000 m
- Staffetta 3.000 m

Su pista
- 200 m a cronometro
- 500 m sprint
- 10.000 m
- 20.000 m
- Staffetta 5.000 m

## Edizioni
Fino all'edizione del 1991 i mondiali si disputarono utilizzando solo i pattini a rotelle  a partire dalla edizione di Roma 1992 in alcune distanza si cominciarono a usare i pattini in-line .
| Ediz.   |      |                                          | Pattinaggio di velocità a rotelle | Pattinaggio di velocità in linea |
| I       | 1962 | Nebraska                                 | X                                 |                                  |
| XIX     | 1980 | Auckland                                 | X                                 |                                  |
| XX      | 1981 | Ostenda                                  | X                                 |                                  |
| XXI     | 1982 | Finale Emilia                            | X                                 |                                  |
| XXII    | 1983 | Mar del Plata                            | X                                 |                                  |
| XXIII   | 1984 | Bogotà                                   | X                                 |                                  |
| XXIV    | 1985 | Londra                                   | X                                 |                                  |
| XXV     | 1986 | Adelaide                                 | X                                 |                                  |
| XXVI    | 1987 | Grenoble                                 | x                                 |                                  |
| XXVII   | 1988 | Cassano d'Adda                           | x                                 |                                  |
| XXVIII  | 1989 | Karlsruhe                                | x                                 |                                  |
| XXVIII  | 1989 | Hastings                                 | x                                 |                                  |
| XIX     | 1990 | Bello                                    | x                                 |                                  |
| XX      | 1991 | Ostenda                                  | x                                 |                                  |
| XXI     | 1992 | Roma                                     | x                                 | x                                |
| XXII    | 1993 | Colorado Springs                         | x                                 | x                                |
| XXIII   | 1994 | Gujan-Mestras                            |                                   | x                                |
| XXIV    | 1995 | Perth                                    |                                   | x                                |
| XXV     | 1996 | Padova, Treviso e Scaltenigo             |                                   | x                                |
| XXVI    | 1997 | Mar del Plata                            |                                   | x                                |
| XXVII   | 1998 | Pamplona                                 |                                   | x                                |
| XXVIII  | 1999 | Santiago del Cile                        |                                   | x                                |
| XXIX    | 2000 | Barrancabermeja                          |                                   | x                                |
| XXX     | 2001 | Valence-d'Agen                           |                                   | x                                |
| XXXI    | 2002 | Ostenda                                  |                                   | x                                |
| XXXII   | 2003 | Barquisimeto                             |                                   | x                                |
| XXXII   | 2004 | L'Aquila, Sulmona e Pescara              |                                   | x                                |
| XXXIV   | 2005 | Suzhou                                   |                                   | x                                |
| XXXV    | 2006 | Anyang                                   |                                   | x                                |
| XXXVI   | 2007 | Cali                                     |                                   | x                                |
| XXXVII  | 2008 | Gijón                                    |                                   | x                                |
| XXXVIII | 2009 | Haining                                  |                                   | x                                |
| XXXIX   | 2010 | Guarne                                   |                                   | x                                |
| XL      | 2011 | Yeosu                                    |                                   | x                                |
| XLI     | 2012 | Ascoli Piceno e San Benedetto del Tronto |                                   | x                                |
| XLII    | 2013 | Ostenda                                  |                                   | x                                |
| XLIII   | 2014 | Rosario                                  |                                   | x                                |
| XLIV    | 2015 | Kaohsiung                                |                                   | x                                |
| XLV     | 2016 | Nanchino                                 |                                   | x                                |
| XLVI    | 2017 | Nanchino                                 |                                   | x                                |
| XLVII   | 2018 | Heerde e Arnhem                          |                                   | x                                |
| XLVIII  | 2019 | Barcellona                               |                                   | x                                |
| XLIX    | 2021 | Cartagena de Indias e Arjona             |                                   | x                                |
| L       | 2022 | Buenos Aires                             |                                   | x                                |

## Plurimedagliati
Uomini
| Oro          | Argento     | Bronzo | Tot. | Oro | Argento | Bronzo | Tot. |    |   |    | Tot. |    |   |    |
| Chad Hedrick | Stati Uniti | 1977   | 1    | 1   | 1       | 3      | 50   | 14 | 4 | 68 | 51   | 15 | 5 | 71 |